# Alice Sotero
Alice Sotero, née le 28 mai 1991, est une pentathlonienne italienne.

## Biographie
Elle est médaillée d'or en individuel aux Jeux européens de 2023 à Cracovie.

## Palmarès
| Discipline/Année                         | 2014 | 2015 | 2016 |
| ---------------------------------------- | ---- | ---- | ---- |
| Jeux olympiques Individuel               | -    | -    | 8e   |
| Championnats du monde seniors Individuel | -    | -    | -    |
| Championnats du monde seniors Équipe     | 3e   | 3e   | -    |
| Championnats du monde seniors Relais     | -    | -    | -    |
| Coupe du monde seniors Individuel        | -    | -    | -    |

Ce palmarès n'est pas complet